# Noah Segan
Noah Gideon Segan (nascido em 5 de outubro de 1983) é um ator americano. 
Ele atuou nos filmes Brick, Adam & Steve, What We Do Is Secret, O Retrato de Dorian Gray, Cabin Fever 2,, All About Evil, e outros. Segan também apareceu em inúmeros programas de televisão, incluindo um papel recorrente na novela Days of Our Lives em 2007.
Em 2010 fez uma participação na série House MD na 6ª temporada no episódio chamado "A Queda do Cavaleiro".

## Ligações Externas
- Noah Segan. no IMDb.
- Noah Segan no AdoroCinema